# 賃貸借
賃貸借（ちんたいしゃく）とは、当事者の一方（賃貸人、貸主）がある物の使用及び収益を相手方（賃借人、借主）にさせることを約し、相手方がこれに対してその賃料を支払うこと及び引渡しを受けた物を契約が終了したときに返還することを約することを内容とする契約。日本の民法では典型契約の一種とされる（民法第601条）。
- 日本の民法は、以下で条数のみ記載する。

## 概説

### 賃貸借の意義
賃貸借は当事者間で有償で物を貸し借りする契約類型である。典型例としては、賃貸住宅やレンタカーなどがある。
賃借人が賃貸借契約に基づいて目的物を使用収益する権利を賃借権といい、賃貸人がある物を賃貸借契約の目的物とすることを「賃借権を設定する」という。
賃貸借は消費貸借や使用貸借と同じく貸借型契約（使用許与契約）に分類される。また、不動産賃借権は地上権や永小作権と同様の経済的機能を果たすものとしても扱われるが、本来的に債権である点で地上権や永小作権とは異なる（ただし、賃借権の物権化により地上権に近い効力が認められるようになっている）。

### 賃貸借の性質
- 諾成契約

賃貸借は諾成契約である。日本の民法が不動産賃貸借まで諾成契約としている点については比較法としては異例であるが、現在では日本でも不動産賃貸借の設定には多くの場合において書面が作成される。ただし、借地借家法上の定期借地権（借地借家法22条）や定期建物賃貸借（借地借家法38条1項）の設定については公正証書など一定の方式を要する。
なお、2017年改正の民法（2020年4月1日法律施行）で貸借型契約のうち、使用貸借が諾成契約となり（第593条）、消費貸借も書面（または電磁的記録）ですることを条件にした諾成契約の消費貸借が新設された（民法第587条の2）。
- 有償契約

貸借型契約のうち、消費貸借や使用貸借は原則として無償契約とされるのに対し、賃貸借は賃料の支払を要素とする有償契約である。
- 双務契約

貸主側の使用収益させる義務と借主側の賃料支払義務は対価関係に立つ。

### 賃借権の物権化
かつては賃貸人が賃貸借の目的物を譲渡した場合、賃借人は（後述の対抗要件を有しない限り）新所有者に対して賃借権を対抗できないとされ、新所有者が賃借権を承認しないときは、賃貸借契約は終了するとされていた。これがローマ法以来「売買は賃貸借を破る」の法格言によって表されてきた原則である。
しかし、所有と利用の分離が進む現代社会において、賃貸借の中でも特に土地（宅地や農地）や建物の賃借権については国民の生活基盤となるものであるが、民法の借主の権利保護は十分とはいえず、借主は土地や建物に投下した資本や労力を回収できないままに追い出される立場に置かれるという問題を生じた。そのため、日本ではヨーロッパと同じく借主保護立法が重ねられ、宅地・建物については建物保護法、借地法、借家法及びそれらを一本化した借地借家法が制定され、また、農地については農地法など特別法による強化が図られ、その結果、賃貸借には物権に類似した効力が与えられるようになった。これを賃借権の物権化あるいは債権の物権化という。具体的には、借地権の存続期間、借地契約の更新、借地権や借家権の対抗力などを中心とする。
従来、賃借人が借地上の不法占拠者などを排除しようとする場合、債権者代位権（423条）を流用して、賃貸人の所有権に基づく物権的妨害排除請求権を、賃借人が代位行使するという法律構成がとられてきた。しかし、判例は、対抗力のある不動産賃借権については、賃借権の物権化を理由として、賃借権に基づく妨害排除請求権も認める方向にあった（最判昭和30年4月5日民集9巻4号431頁）。2017年改正の民法（2020年4月1日法律施行）は対抗要件を備えた不動産賃借権に基づく賃借人の妨害排除請求権や返還請求権を明文化した。
一方、アメリカ合衆国やオーストラリアではむしろ貸主保護に傾いているといわれている。

### 各国法制の比較

#### 賃貸借の成立
日本の民法は、賃貸借を意思表示の合致により成立する諾成契約として規定している。外国では一定の賃貸借契約については書面を要求する要式契約として規定している立法例も多い。

#### 賃貸借の存続期間

##### 最短期間
日本の民法では賃貸借の存続期間の最短期間について規定を置いていない。

##### 最長期間
日本の民法では賃貸借の存続期間の最長期間を50年としている（604条1項前段）。
民法の一部を改正する法律（平成29年法律第44号）による改正前は、20年であった。この規定は民法の起草者において20年を超えるときは地上権や永小作権が設定されるものとみており、また、所有権が長期間にわたって賃貸借により拘束されることになれば改良が進まず社会経済上の不利益となる点が理由とされていた。
中華民国民法、中国契約法では20年である。韓国では堅固建築物などの例外をのぞき20年である。
一方、フランス民法典には規定がない。ケベック州民法典では100年である 。
イングランドでは存続期間の定めがない場合契約が無効であるとされるが、存続期間に規制がない。

## 賃貸借の成立

### 諾成契約
先述のように日本の民法は、賃貸借を意思表示の合致により成立する諾成契約として規定しているが、現実には日本でも特に不動産賃貸借については書面が作成されることが多い。また、借地借家法上の定期借地権（借地借家法22条）や定期建物賃貸借（借地借家法38条1項）の設定については公正証書など一定の方式を要する。
農地及び採草放牧地への賃借権設定については原則として農業委員会あるいは都道府県知事の許可を要し（農地法3条1項）、また、農地及び採草放牧地の賃貸借契約について当事者は書面によりその存続期間、借賃等の額及び支払条件その他その契約並びにこれに付随する契約の内容を明らかにしなければならない（農地法21条）。
なお、2017年改正の民法（2020年4月1日法律施行）で「引渡しを受けた物を契約が終了したときに返還すること」も契約内容にすることが明確化された。

### 短期賃貸借
処分の権限を有しない者（不在者財産管理人、権限の定めのない代理人など）が賃貸借契約を締結する場合には、以下の期間を超えない範囲でのみ契約をすることができる（602条）。このような短期の賃貸借契約を短期賃貸借という。
1. 樹木の栽植又は伐採を目的とする山林の賃貸借　10年
2. 上記以外の土地の賃貸借　5年
3. 建物の賃貸借　3年
4. 動産の賃貸借　6ヶ月

契約でこれより長い期間を定めたときであっても、その期間は、当該各号に定める期間となるとされており、2017年改正の民法（2020年4月1日法律施行）で明確化された（602条）。
短期賃貸借も更新することができるが、その期間満了前、土地については1年以内、建物については3ヶ月以内、動産については1ヶ月以内に、その更新をしなければならない（603条）。 
なお、以前は、短期賃貸借は、その期間の範囲で先に登記された抵当権にも対抗（優先）することができた（旧395条）。しかし、執行妨害で悪用されるなど弊害が目立ったため、2003年の民法改正で対抗できるとしたのを改め、6ヶ月の明け渡しの猶予期間を認めている（395条）。また、2017年改正前の民法には制限行為能力者に関する「処分につき行為能力の制限を受けた者」の文言があったが、制限行為能力者の行為能力は別に定められており、短期賃貸借であれば制限行為能力者も行うことができるとの誤解を生じることから削除された。

## 賃貸借の存続期間

### 民法上の存続期間
- 最短期間

民法上の賃貸借の最短期間に制限はない。
- 最長期間

日本民法では賃貸借の最長期間を50年としている（604条1項前段）。社会の変化や実務上の要請から2017年改正の民法（2020年4月1日法律施行）で20年から50年に伸長された。契約でこれより長い期間を定めたときであっても、その期間は50年に縮減される（604条1項後段）。契約の更新は可能であるが、 その場合にも期間は更新時から50年を超えることができない（604条2項）。なお、賃貸借の最長期間は各国によってさまざまである（#各国法制の比較参照）。
民法上の賃貸借の存続期間の規定は借地借家法など特別法による修正を受けている。

### 旧借地法・旧借家法上の存続期間
旧借地法・旧借家法は借地借家法の施行により廃止されたが（借地借家法附則第2条）、その廃止前に両法によって生じた借地権・借家権の存続期間については原則として借地借家法ではなく旧借地法・旧借家法の適用を受ける（借地借家法附則第4条）。
旧借地法では、借地権の存続期間について堅固な建物の所有を目的とするものについては原則として60年、その他の建物の所有を目的とするものについては原則として30年とされていた（旧借地法2条1項）。
旧借家法では、1年未満の期間を定めた賃貸借は原則として期間の定めのないものとみなされた（旧借家法3条の2）。また、建物の賃貸人は自ら使用する必要がある場合その他正当の事由がある場合でなければ、賃貸借の更新の拒絶や解約の申入れは許されないとしていた（旧借家法1条の2）。

### 借地借家法上の存続期間

#### 借地権の存続期間
借地借家法上の借地権には通常更新される普通借地権と更新のない定期借地権とがある。

##### 普通借地権
- 最短期間

借地借家法上の借地権の存続期間は最短で30年以上とされる（借地借家法3条・9条）。借地権更新後の存続期間は、最短で最初の更新後は20年以上、次回以降の更新後からは10年以上とされる（借地借家法4条）。
- 最長期間

借地借家法上の借地権の最長期間について制限はない（借地借家法3条・4条）。
- 更新事由
  - 合意による更新（借地借家法4条）
  - 更新請求による更新（借地借家法5条1項）
  - 使用継続による更新（借地借家法5条2項）
  - 建物再築による更新（借地借家法7条）

##### 定期借地権
- 一般定期借地権

一般定期借地権の存続期間は、50年以上とされる（借地借家法22条）。この契約は書面でしなければならない。
- 事業用借地権

専ら事業の用に供する建物の所有を目的とする借地権の存続期間は、10年以上50年未満とされる（借地借家法23条）。この契約は公正証書によってしなければならない。
- 建物譲渡特約付借地権

借地権の終了時に借地上の建物を相当の対価で譲渡する特約を付した借地権の存続期間は、30年以上とされる（借地借家法24条）。

#### 借家権の存続期間
借地借家法上の借家権には更新の拒絶や解約について制限のある普通借家権と更新のない定期借家権とがある。

##### 普通借家権
- 最短期間

借家関係の賃貸借の存続期間を1年未満とした場合には原則として期間の定めのないものとみなされる（借地借家法29条1項）。この点は旧借家法と同じである。借家権更新後の存続期間については借地借家法26条による。
- 最長期間

借地借家法上の借家権の最長期間について制限はない（借地借家法29条2項）。
- 契約期間の定めがある場合の法定更新（借地借家法26条）
- 契約期間の定めがない場合の解約申入れの制限（借地借家法27条・借地借家法28条）

##### 定期借家権
当事者の合意で存続期間を自由に定めることができ、1年未満でも20年を超える契約であってもよいが、期間の定めがない契約はできない（借地借家法38条）。この契約は書面でしなければならない。

### 農地法上の存続期間
農地又は採草放牧地の賃貸借について期間の定めがある場合において、その当事者が契約期間満了前の一定期間内において、相手方に対して更新をしない旨の通知をしないときは、原則として従前の賃貸借と同一の条件で更に賃貸借をしたものとみなされる（農地法17条）。また、農地又は採草放牧地の賃貸借の当事者は、政令で定めるところにより都道府県知事の許可を受けなければ、賃貸借の解除をし、解約の申入れをし、合意による解約をし、又は賃貸借の更新をしない旨の通知をしてはならないとされている（農地法18条）。

## 賃貸借の効力

### 当事者間の効力

#### 賃貸人の義務
- 使用収益させる義務
賃貸人は賃借人に対して目的物を使用収益させる義務を負う（601条）。賃貸人は目的物を引き渡す義務を負うとともに、賃借人が目的物を使用するに際してそれを妨害している第三者がいる場合には賃貸人はこれを排除しなければならない（大判昭5・7・26民集9巻704頁）[21][22][23]。
- 修繕義務
賃貸人には目的物の使用収益に必要な状態となるよう修繕する義務がある（606条1項本文）。ただし、賃借人の責めに帰すべき事由によってその修繕が必要となったときは賃貸人に修繕義務はない（606条1項ただし書）。
賃貸人に責任を帰すべき場合はもちろん不可抗力の場合も賃貸人は修繕義務を負うが、賃借人に帰責事由がある場合の賃貸人の修繕義務については学説に対立があった[24]。2017年改正の民法（2020年4月1日法律施行）は賃借人の責めに帰すべき事由によってその修繕が必要となったときは賃貸人に修繕義務はないとする学説をとり明文化された[8]。なお、賃貸人の修繕義務については特約で免除できる（大判明37・11・2民録10輯1389頁、最判昭29・6・25民集8巻6号1224頁）。
賃借人は修繕を要する場合につき原則として通知義務を負う（615条）。2017年改正の民法（2020年4月1日法律施行）で、賃借人が賃貸人に修繕が必要である旨を通知し、又は賃貸人がその旨を知ったにもかかわらず、賃貸人が相当の期間内に必要な修繕をしないとき、または急迫の事情があるときは賃借人が修繕をすることができると明記された（607条の2）[8]。賃借人が修繕したときは賃貸人に対して費用償還請求しうる[22]。なお、修繕不能の場合は履行不能の問題となる[24]。
賃貸人が修繕しないことによって賃借人の使用収益が不可能であるような場合には、債務不履行となり、全く使用収益が不能な場合には全額、一部の使用収益が不能な場合は一部減額される（当然減額説が有力視されており、2017年改正の民法（2020年4月1日法律施行）で賃借物の一部滅失等が賃借人の帰責事由によらずに使用収益できなくなったときは賃料減額請求がなくても当然に減額されることになった（611条1項））[7][25][23]。
- 費用償還義務
賃借人は、賃借物について賃貸人の負担に属する必要費（目的物を使用収益できる状態を維持するために必要な費用）を支出したときは、賃貸人に対し、直ちにその償還を請求することができる（608条1項）。この規定は任意規定であり特約で賃借人の負担としうる[26]。
賃借人が賃借物について有益費（目的物の改良のために支出した費用）を支出したときは、賃貸人は、賃貸借の終了の時に、支出した実費又は増価額について、その償還をしなければならない（608条2項本文・196条2項）。ただし、裁判所は、賃貸人の請求により、その償還について相当の期限を許与することができる（608条2項但書）。
費用の償還は貸主が返還を受けた時から1年以内に請求しなければならない（621条・600条）。賃貸人が交替した場合には新しい賃貸人が費用償還請求義務を負う（最判昭46・2・19民集25巻1号135頁）。
賃貸人がこれらの費用を償還しない場合、賃借人は留置権を行使して、建物の明渡しを拒絶できる（大判昭10・5・13民集14巻876頁）。ただし、賃料相当分は不当利得となるため返還義務を負う[26][27]。
- 担保責任
賃貸借契約は有償契約であるから、目的物に契約不適合があれば、賃貸人はこれによる担保責任を負う（559条以下）。

#### 賃借人の義務
- 賃料支払義務
  - 原則
賃借人には賃料を支払う義務がある（601条）。賃料は賃貸借契約に基づき賃借人が賃貸人に支払う利用料である。賃料の支払時期も、宅地、建物、動産は月末に、それ以外の土地については年末あるいは収穫期の後に、後払いすることを原則とするが（614条）、任意法規であるから当事者の合意（特約）で先払いにすることもできる[28]。
  - 地代・家賃の設定・変更・規制
借地（建物所有を目的とする土地賃貸借）・借家（建物賃貸借）の賃料変更については借地借家法に特則がある。借地借家法は、地価や相場の変動に応じて賃料の増減請求権を、貸主と借主の双方に与えている。また、同法においては、賃料改定の紛争のうちでも少額の紛争については、まず調停を行うべきとする制度も整備されている。
地代についてはかつて地代家賃統制令による規制があったが、1985年（昭和60年）に廃止されている[29]。なお、罹災都市借地借家臨時処理法は地代・家賃について規制を置いている（罹災都市借地借家臨時処理法17条）。
  - 小作料の設定・変更・規制
民法は小作関係において、不可抗力によって賃料よりも少ない収穫しか挙げることができなかった場合には、減額請求をすることができ、契約の解除も認める（609条、第610条）。しかし、農地の賃料減額請求権については農地法に特則があるため、民法のこの規定の適用は山林の賃貸借などに限定されるとされる[30]。
  - 賃借物の一部滅失等
賃借物の一部が滅失その他の事由により使用及び収益をすることができなくなった場合において、それが賃借人の責めに帰することができない事由によるものであるときは、賃料は、その使用及び収益をすることができなくなった部分の割合に応じて、減額される（611条1項）。2017年改正前の民法は賃借人の賃料減額請求を定めていたが、2017年改正の民法（2020年4月1日法律施行）で賃借物の一部滅失等が賃借人の帰責事由によらずに使用収益できなくなったときは賃料減額請求がなくても当然に減額されることになった[7]。
- 目的物保管義務
賃借人は目的物の保管につき善管注意義務を負い（第400条）、また、その利用について用法遵守義務を負う[31][27][28]。
- 目的物返還義務・原状回復義務
  - 目的物返還義務
賃借人は契約が終了したときは目的物を返還する義務を負う（第601条）。賃借人の基本的な義務であり2017年改正の民法（2020年4月1日法律施行）で601条が改正され明確化された[8]。
  - 原状回復義務
賃借人は、賃借物を受け取った後にこれに生じた損傷（通常の使用及び収益によって生じた賃借物の損耗並びに賃借物の経年変化を除く）がある場合において、賃貸借が終了したときは、その損傷を原状に復する義務を負う。ただし、その損傷が賃借人の責めに帰することができない事由によるものであるときは、この限りでない（621条）。
原状回復とは、目的物を契約前の状態に戻すことである。通常の方法で使用収益していた場合以上に目的物が傷んでいたときには、それを修復し、あるいはその分の損害を賠償する義務として現れる（なお、敷金が交付されている場合は、賃貸人は敷金から相殺することができる）。
621条は2017年改正の民法（2020年4月1日法律施行）で明文化された規定で、判例（最判平成17年12月16日集民218巻1239頁）に基づき通常損耗や経年変化を対象から除外した[7]。また、賃借人の責めに帰することができない事由による損傷も従来の一般的な理解に従い対象から除外した[7]。
621条は任意規定であり特約で一定限度の通常損耗等の原状回復義務を賃借人に負わせることができるが、賃借人が消費者で特約が消費者契約法10条に反する不利な特約であるときは無効となる可能性がある[7]。
  - 収去権・収去義務
使用貸借の規定が準用される（616条）。賃借人が、賃借物を受け取った後にこれに附属させた物がある場合において、使用貸借が終了したときは、原則として収去する権利や収去する義務がある（616条・599条）[8]。使用貸借の規定は、2017年改正前の民法では借主の収去権の規定しかなく収去義務は解釈で認められていたが、2017年改正の民法（2020年4月1日法律施行）で収去義務が明文化された[32]。ただし、従来の解釈のとおり借用物から分離することができない物又は分離するのに過分の費用を要する物については収去義務はない（第599条1項ただし書）[8][32]。
なお借地借家法では、賃借人からの請求があれば賃貸人は価値の増加分の買取に応じなければならない（借地上の建物について借地借家法13条、借家に取り付けた造作について借地借家法33条）。

#### 敷金・権利金・更新料
- 敷金 - 622条の2第1項によれば、敷金とは、いかなる名目によるかを問わず、賃料債務その他の賃貸借に基づいて生ずる賃借人の賃貸人に対する金銭の給付を目的とする債務を担保する目的で、賃借人が賃貸人に交付する金銭をいう。2017年改正の民法（2020年4月1日法律施行）で、判例や一般的な理解に基づき、敷金の定義、敷金返還債務の発生時期、敷金充当の規定が明文化された[7][8]。
- 権利金 - 賃借人に賃貸借契約締結そのものの対価（謝礼）を支払わせることも多く、この対価を礼金（れいきん）という。契約が成立した際、敷金以外に支払われる金銭のことを総称して、権利金ということもある。
- 更新料 - 契約を更新する際に金銭の支払をすることが合意されていることもあり、更新料と呼ばれる。

### 対第三者の効力－賃借権の対抗力

#### 不動産賃借権の対抗力

##### 民法
目的物が不動産である場合には、賃借権設定登記をしたときは、その不動産について物権を取得した者その他の第三者に対抗することができる（605条）。
ただし、民法上は特約のない限り、賃借人は賃貸人に対して登記請求権を有しない（通説・判例。判例として大判大10・7・11民録27輯1378頁）。そこで、建物保護に関する法律や借地法、借家法が制定され、もっと容易に賃借権を新所有者に対抗できるような制度が整備された。その後、これらの規定は借地借家法第10条（借地権の対抗力等）、第31条（建物賃貸借の対抗力等）に吸収されている。なお、2017年改正前の605条は「その不動産について物権を取得した者」とされていたが、一般的な理解では二重賃借人等も含むと解されるため、2017年改正の民法（2020年4月1日法律施行）で「その他の第三者」が追加された。
対抗要件を備えた不動産賃借権の場合、賃借人は、その不動産の占有を第三者が妨害しているときはその妨害の停止の請求、その不動産を第三者が占有しているときは不動産の返還の請求をすることができる（605条の4）。対抗要件を備えた不動産賃借権に基づく賃借人の妨害排除請求権・返還請求権は2017年改正の民法（2020年4月1日法律施行）で明文化された。

##### 借地借家法
- 借地権
借地権はその登記がなくても、土地上に借地権者が登記されている建物を所有するときは対抗力が認められる（借地借家法10条1項）。
- 借家権
建物の賃貸借はその登記がなくても、建物の引渡しがあったときは対抗力が認められる（借地借家権31条1項）。

##### 罹災都市借地借家臨時処理法（廃止）
罹災建物が滅失し、又は疎開建物が除却された当時から、引き続き、その建物の敷地又はその換地に借地権を有する者は、その借地権の登記及びその土地にある建物の登記がなくても、これを以て、昭和21年7月1日から5年以内において対抗力を有する（罹災都市借地借家臨時処理法10条）。

##### 農地法
農地又は採草放牧地の賃貸借は、その登記がなくても、農地又は採草放牧地の引渡しにより対抗力を認める（農地法16条。旧農地法18条）。

#### 動産賃借権の対抗力
動産を目的物とする賃借権は、どのような場合に新所有者に対しても主張できるのか、民法上は明文を欠いている。その動産の引渡しを受けていれば、換言すればその動産を占有していれば、目的物の所有者が代わったとしても、新たな所有者に対して主張することができる。すなわち、引渡し（占有）を解釈上対抗要件とするのが多数説である。

### 賃貸借の当事者

#### 賃借権の譲渡・転貸
賃貸人Aから賃借人Bが賃借している目的物に関する権利義務を第三者Cにすべて移転させてBが賃貸借関係から離脱することを賃借権の譲渡といい、また、賃貸人Aから賃借人Bが賃借している目的物を第三者Cにさらに賃貸して元の賃貸借関係（AB間の賃貸借契約）は存続する場合を転貸（又貸し）という。
日本の民法においては、賃貸人の承諾を得ないでされた転貸や賃借権の譲渡は、賃貸人に対抗できない上、賃貸借契約の解除原因となっている（第612条）。この点は物権である地上権や永小作権などと異なる点である。
もっとも、賃借権の譲渡を認めるイギリスのような国もあるし、日本でもギュスターヴ・エミール・ボアソナードが起草した旧民法では認められていた（旧民法は法典論争の結果、施行されなかった）。
日本の民法が無断の譲渡・転貸を認めない理由としては、勤勉でない小作人への譲渡や資力のない借家人へ譲渡された場合などには賃料の支払いに不安を生じ、また、使用方法の悪い借家人などへの譲渡などにより賃貸人が思わぬ不利益をこうむることが懸念されたためであるとされる。
なお、賃借権の譲渡や転貸に必要とされる賃貸人の承諾は、賃借人のほか譲受人や転借人に対してなされてもよい。

##### 賃貸人の承諾がある譲渡
賃借権が賃借人Bから譲受人Cへ譲渡された場合、それまでの賃借人Bが契約関係から離脱して、従来からの賃貸人Aと新たな賃借人Cの間に契約関係が移転する。ただし、敷金についての法律関係は新たな賃借人（賃借権の譲受人）には移転しない（最判昭53・12・22民集32巻9号1768頁）。Aが一旦賃借権の譲渡を承諾したときは、Bから第三者たるCとの間で賃借権の譲渡契約を締結する前であっても、これを撤回することができない（最判昭30・5・13民集9巻6号698頁）。

##### 賃貸人の承諾がある転貸
賃借人Bが賃貸人Aの承諾を得て行った転借人Cへの転貸は当然有効であり解除原因とならない（612条1項参照）。適法な転貸借がある場合、Bの有する賃借権が対抗要件を具備する限り、Cが自己の転借権について対抗要件を備えていなくても、Cは第三者に対してBの賃借権を援用して自己の転借権を主張することができる（最判昭39・11・20民集18巻9号1914頁）。
- 賃貸人－賃借人間
賃貸人Aと賃借人Bとの間では従前の法律関係が継続する[38]。賃貸人Aが賃借人Bに対してその権利（賃料支払請求権等）を行使することを妨げない（613条2項）。
- 賃借人－転借人間
  - 賃借人Bと転借人Cとの間に新たに賃貸借の法律関係が成立する[38]。
  - 賃借人が適法に賃借物を転貸したときは、転借人は、賃貸人と賃借人との間の賃貸借に基づく賃借人の債務の範囲を限度として、賃貸人に対して転貸借に基づく債務を直接履行する義務を負う（613条1項前段）。賃貸人Aと転借人Cは直接の契約関係に立たないため、本来、原則として両者間に契約上の法律関係は生じないはずであるが、民法は便宜を考慮して転借人Cは賃貸人Aに対して直接に義務を負うとしている[39]。賃貸人Aは転借人かCら直接賃料を受け取ることもできるが、賃貸人に望外の利益を得させるためのものではないから、賃貸人が転借人に請求できる金額は、賃借料と転借料のうち低い方の金額が限度となる[40]。2017年改正の民法（2020年4月1日法律施行）で「賃貸人と賃借人との間の賃貸借に基づく賃借人の債務の範囲を限度として」の文言が追加された[8]。例えば、上記の例で、AがBに対して賃料月額20万円で甲不動産を賃貸し、BがCに賃料月額30万円で賃貸している場合、AがCに請求できる金額は20万円である。BがCに賃料月額15万円で賃貸している場合、AがCに請求できる金額は15万円である。
  - 転借人が負担する転貸人と賃貸人に対する賃料支払義務は、連帯債権の関係にあるといわれることがある。また、転借人は賃料を賃借人（転貸人）に前払いしている場合であっても、賃貸人に対抗することができない（613条1項後段）。
  - 転貸がされている場合、もとの賃貸借契約が解除されたときに転借人が影響を受けるかどうかが問題となる。
    - 賃貸人がもとの賃貸借契約を債務不履行によって解除した場合には、転借人は目的物を使用収益する権利を失うとされている（最判平9・2・25民集51巻2号398頁）[41]。この場合において転借人に対して延滞賃料の支払いの機会を与えなくてもよい（最判昭37・3・29民集16巻3号662頁）。
    - 一方、賃借人が適法に賃借物を転貸した場合には、賃貸人は、賃借人との間の賃貸借を合意解除したことをもって転借人に対抗することができない（613条3項本文）。613条3項は2017年改正の民法（2020年4月1日法律施行）で明文化された[8]（判例は、賃貸人と賃借人がもとの賃貸借契約を合意解除した場合でも、特段の事情がない限り、転借人に合意解除の効力を対抗することはできず、転借人は引き続き目的物を使用収益することができるとしていた（最高裁昭和37年2月1日判決）。ただし、その解除の当時、賃貸人が賃借人の債務不履行による解除権を有していたときは、この限りでない（613条3項ただし書）。

##### 賃貸人の承諾のない譲渡・転貸
- 賃借人－譲受人・転借人間
賃借人と譲受人・転借人との間の契約はあくまでも有効であるから、賃借人は譲受人や転借人に対して明渡請求はできないとともに、賃借人は賃貸人に対して遅滞なく承諾を得る義務を生じる[42][37][43]。ただし、譲受人・転借人は賃貸人に賃借権を対抗できないため、賃貸人に対する明渡しによって譲受人や転借人の使用収益が困難となれば、賃借人は担保責任を負わねばならない（561条）。
- 賃貸人－賃借人間
賃借人が目的物の転貸や賃借権の譲渡を無断で行ったときは、賃貸人は契約を解除することができる（612条）。ただし、土地の無断転貸が、賃貸人に対する背信行為と認めるに足りない特段の事情がある場合においては、解除権は発生しない、というのが判例である（最判昭28・9・25民集7巻9号979頁）[44]。これは無断譲渡（最判昭39・6・30民集18巻5号991頁）や借家権についても同様である。これらは信頼関係破壊の法理として説明されるものであるが[37]、無断譲渡・転貸には原則として背信性があるが賃貸人に対する背信行為と認めるに足りない特段の事情がある場合に限って解除権は発生しないと構成するものであるから、特段の事情については賃借人が立証責任を負う[45][37]。
また、賃貸人は賃借人との間の賃貸借契約を存続させたまま、譲受人・転借人に対して明渡しを請求することもでき、この場合において多数説は賃借人への引渡しのみ認められるとするが、判例は賃貸人への引渡しも認めている（最判昭26・5・31民集5巻6号359頁）[38]。
- 賃貸人－譲受人・転借人間
譲受人・転借人は賃貸人に対しては不法占拠者の地位に立たされることとなり、賃貸人は賃借人との契約の解除の有無を問わず譲受人や転借人に賃貸借の目的物の引渡しを求めうるほか損害賠償を請求できる（最判昭41・10・21民集20巻8号1640頁）[42][37]

##### 借地借家法による修正等
借地借家法が適用される場合、転貸や賃借権の譲渡が比較的容易に認められる場合もある。すなわち、借地契約については、一定の場合、賃貸人の承諾がなくても、裁判所の許可を得れば、転貸や譲渡をすることができる（借地借家法19条、20条）。
この規定（特に20条）では、借地上の建物に抵当権が設定されている場合などが想定されている。つまり、抵当権が実行されて借地上の建物が競売にかけられ、買い受けられた場合、建物の所有権とともに土地の賃借権も「従たる権利」（従物の項目を参照）として買受人に移転する（最判昭40・5・4民集19巻4号811頁）。しかし、それは賃借権（借地権）の無断譲渡にほかならず、借地契約の解除原因になってしまうのが原則である。これでは抵当権を設定することが事実上不可能となるため、このような規定が必要になる。
借地契約・借家契約が期間満了又は解約申入れによって終了するときは、賃貸人は転借人に対しそのことを通知しないと契約の終了を転借人に対抗できない（借地借家法34条）。賃貸人が終了の通知をしたときは、転貸借はその通知後6ヶ月を経過すると終了する。

## 賃貸借の終了

### 賃貸借の終了原因

#### 民法上の原則

##### 期間満了
期間の定めのある賃貸借においては契約期間が満了すれば終了する（616条・597条）。この場合に当事者はその期間内に解約をする権利を留保することも可能である（618条）。ただし、特別法（借地借家法及び農地法）により修正を受けている。 

##### 解約申入れ
期間の定めのない賃貸借または619条により黙示の更新がなされた賃貸借においては解約の申入れにより、申入れの日から所定の期間を経過することにより終了する（617条）。解約の申入れ後直ちに賃借人が目的物を返還したとしても、特約がない限り賃借人は所定の期間分の賃料支払い義務を引き続き負う。
1. 土地の賃貸借　1年
2. 建物の賃貸借　3ヶ月
3. 動産及び貸席の賃貸借　1日

ただし、特別法（借地借家法及び農地法）によりこの規定は修正を受けている。 

##### 解除
賃貸借も契約である以上、賃借人に賃料不払や契約上の用法義務違反があれば債務不履行となり賃貸人からの解除が認められるが、これを安易に認めると特に不動産賃貸借においては賃借人は居住や営業といった生活の基盤を失うことになるため、判例は当事者間の信頼関係が破壊されたと認められるか否かを基準とする信頼関係破壊の法理によっている（最判昭39・7・28民集18巻6号1220頁）。なお、債務不履行が悪質なものである場合について無催告解除も認めている（最判昭27・4・25民集6巻4号451頁）。ただし、解約告知については農地法により修正を受けている。 
また、民法は以下の場合につき賃借人に解除権を認める。
- 賃借人の意思に反する保存行為

賃貸人が賃借人の意思に反して保存行為をしようとする場合において、そのために賃借人が賃借をした目的を達することができなくなるとき（607条）。
- 減収による解除

不可抗力によって引き続き2年以上賃料より少ない収益を得たとき（610条）。
- 賃借物の一部滅失等

賃借物の一部が滅失その他の事由により使用及び収益をすることができなくなった場合において、残存する部分のみでは賃借人が賃借をした目的を達することができないときは、賃借人は、契約の解除をすることができる（611条2項）。
2017年改正前の民法では賃料減額請求ができる場合（賃借人の責めに帰することができない事由によるものであるとき）に、残存する部分のみでは賃借人が賃借をした目的を達することができないときは、賃借人は、契約の解除をすることができるとされていた。2017年改正の民法（2020年4月1日法律施行）では賃借物の一部滅失等による賃料の減額（611条1項）とは異なり、賃借物の一部滅失等で残存する部分のみでは賃借人が賃借をした目的を達することができないときは賃借人の帰責事由の有無にかかわらず賃借人は解除できることになった（611条2項）。なお、賃借人に帰責事由があり賃貸人に損害が生じたときは債務不履行として賃貸人は損害賠償請求ができる。
- 無断譲渡・無断転貸

賃借人が賃貸人の承諾を得ずに第三者に賃借物の使用又は収益をさせたとき（612条2項）

##### 目的物滅失
賃借物の全部が滅失その他の事由により使用及び収益をすることができなくなった場合には、賃貸借は、これによって終了する（616条の2）。616条の2は2017年改正の民法（2020年4月1日法律施行）で明文化されたもので、それまでも賃貸借の目的物が火災等で滅失しあるいは老朽化により使用困難となった場合には履行不能となり賃貸借は終了するとされていた。
この場合、（1）双方に帰責事由がないときは危険負担の問題となり、（2）賃貸人に帰責事由があるときは賃貸人に債務不履行責任が発生し（賃貸借の性質上、全部滅失した場合には賃料債務は発生しないと解されている）、（3）賃借人に帰責事由があるときは理論的には賃料債務は残るが賃貸人は債務を免れた利益（賃料相当額）の償還義務（536条2項後段）を負うため実質的に賃料債務は消滅する（端的に賃貸借契約の性質から使用収益がない以上は賃料債務は発生しないと構成する学説もある）。

#### 借地借家法上の制限

##### 期間満了における更新請求・使用継続
- 借地契約の場合
  - 借地権の存続期間が満了する場合において、借地権者が契約の更新を請求したとき又は借地権者が土地の使用を継続するときは、建物がある場合に限り、原則として従前の契約と同一の条件で契約を更新したものとみなされる（借地借家法第5条第1項本文・第2項）。例外として借地権設定者が遅滞なく異議を述べたときは、この限りでないとされているが（借地借家法第5条第1項但書・第2項）、この異議については借地権設定者及び借地権者（転借地権者を含む）が土地の使用を必要とする事情のほか、借地に関する従前の経過及び土地の利用状況並びに借地権設定者が土地の明渡しの条件として又は土地の明渡しと引換えに借地権者に対して財産上の給付をする旨の申出をした場合におけるその申出を考慮して、正当の事由があると認められる場合でなければ、述べることができないとされている（借地借家法第6条）。
  - なお、転借地権が設定されている場合においては、転借地権者がする土地の使用の継続を借地権者がする土地の使用の継続とみなして、借地権者と借地権設定者との間について借地借家法第5条第2項の規定が適用される（借地借家法第5条第3項）。
- 借家契約（普通借家権）の場合
  - 建物の賃貸借について期間の定めがある場合において、当事者が期間の満了の1年前から6月前までの間に相手方に対して更新をしない旨の通知又は条件を変更しなければ更新をしない旨の通知をしなかったときは、従前の契約と同一の条件で契約を更新したものとみなす。ただし、その期間は、定めがないものとされる（借地借家法第26条第1項）。
  - 前項の通知をした場合であっても、建物の賃貸借の期間が満了した後建物の賃借人が使用を継続する場合において、建物の賃貸人が遅滞なく異議を述べなかったときも、同項と同様とされる（借地借家法第26条第2項）。
  - 建物の賃貸人による借地借家法第26条第1項の更新拒絶の通知は、建物の賃貸人及び賃借人（転借人を含む）が建物の使用を必要とする事情のほか、建物の賃貸借に関する従前の経過、建物の利用状況及び建物の現況並びに建物の賃貸人が建物の明渡しの条件として又は建物の明渡しと引換えに建物の賃借人に対して財産上の給付をする旨の申出をした場合におけるその申出を考慮して、正当の事由があると認められる場合でなければ、することができない（借地借家法第28条）。
  - なお、建物の転貸借がされている場合においては、建物の転借人がする建物の使用の継続を建物の賃借人がする建物の使用の継続とみなして、建物の賃借人と賃貸人との間について借地借家法第5条第2項の規定が適用される（借地借家法第26条第3項）。
- 借家契約（定期借家権）の場合
  - 期間の定めがある建物の賃貸借をする場合においては、公正証書による等書面によって契約をするときに限り、借地借家法第30条の規定にかかわらず、契約の更新がないこととする旨を定めることができる（借地借家法第38条第1項前段）。
  - 借地借家法第38条第1項の規定による建物の賃貸借において、期間が1年以上である場合には、建物の賃貸人は、期間の満了の1年前から6月前までの期間に建物の賃借人に対し期間の満了により建物の賃貸借が終了する旨の通知をしなければ、その終了を建物の賃借人に対抗することができない（借地借家法第38条第4項本文）。ただし、建物の賃貸人が通知期間の経過後建物の賃借人に対しその旨の通知をした場合においては、その通知の日から6月を経過した後は、この限りでない（借地借家法第38条第4項但書）。

##### 解約申入れの制限
- 借地契約の場合

期間の定めのない借地権は30年存続することとなる（借地借家法3条）。
- 借家契約（普通借家権）の場合
  - 期間の定めのない借家権において、建物の賃貸人が賃貸借の解約の申入れをした場合には、建物の賃貸借は、解約の申入れの日から6月を経過することによって終了する（借地借家法第27条第1項）[55]。借地借家法第27条第1項・第3項の規定は建物の賃貸借が解約の申入れによって終了した場合に準用される（借地借家法第27条第2項）。
  - 建物の賃貸人による建物の賃貸借の解約の申入れも借地借家法第26条第1項の更新拒絶の通知の場合と同様、建物の賃貸人及び賃借人（転借人を含む）が建物の使用を必要とする事情のほか、建物の賃貸借に関する従前の経過、建物の利用状況及び建物の現況並びに建物の賃貸人が建物の明渡しの条件として又は建物の明渡しと引換えに建物の賃借人に対して財産上の給付をする旨の申出をした場合におけるその申出を考慮して、正当の事由があると認められる場合でなければすることができない（借地借家法第28条）。

なお、借地借家法第38条第1項の規定による定期借家権のうち、居住の用に供する建物の賃貸借（床面積（建物の一部分を賃貸借の目的とする場合にあっては当該一部分の床面積）が200平方メートル未満の建物に係るものに限る）において、転勤、療養、親族の介護その他のやむを得ない事情により、建物の賃借人が建物を自己の生活の本拠として使用することが困難となったときは、建物の賃借人は建物の賃貸借の解約の申入れをすることができることとされている（借地借家法第38条第5項前段）。この場合においては、建物の賃貸借は、解約の申入れの日から1月を経過することによって終了する（借地借家法第38条第5項後段）。

#### 農地法上の制限
農地又は採草放牧地の賃貸借の当事者は、農地法第18条第1項但書の各号のいずれかに該当する場合を除いて、政令で定めるところにより都道府県知事の許可を受けなければ、賃貸借の解除をし、解約の申入れをし、合意による解約をし、又は賃貸借の更新をしない旨の通知をしてはならないとされている（農地法第18条第1項）。

### 賃貸借終了の効果
賃貸借の解除をした場合には、その解除は将来に向かってのみ効力を生ずる（620条前段）。この場合において、当事者の一方に過失があったときは、その者に対する損害賠償の請求を妨げない（620条後段）。 
この場合に損害賠償請求権及び費用償還請求権についての期間の制限は、貸主が返還を受けた時から1年以内に請求しなければならない（621条・600条）。